# Sophronica apicefusca
Sophronica apicefusca là một loài bọ cánh cứng trong họ Cerambycidae.